# Samtgemeinde Hattorf am Harz
Die Samtgemeinde Hattorf am Harz ist eine Samtgemeinde im Landkreis Göttingen in Niedersachsen. In ihr haben sich vier Gemeinden zur Erledigung ihrer Verwaltungsgeschäfte zusammengeschlossen. Der Sitz der Verwaltung der Samtgemeinde befindet sich in der Gemeinde Hattorf am Harz.

## Gliederung
Der Samtgemeinde Hattorf am Harz gehören vier Mitgliedsgemeinden an, die jeweils nur aus der namensgebenden Ortschaft bestehen.
- Elbingerode (442)
- Hattorf am Harz (4000)
- Hörden am Harz (937)
- Wulften am Harz (1811)

(In Klammern jeweils die Einwohnerzahlen mit Stand vom 31. Dezember 2023.)

## Geschichte

### Gründung und Zugehörigkeit
Die Samtgemeinde wurde im Jahre 1972 im damaligen Landkreis Osterode am Harz gegründet. Seit dessen Zusammenschluss mit dem Landkreis Göttingen am 1. November 2016 gehört sie zum Landkreis Göttingen.

### Einwohnerentwicklung
| 1987                        | 7744 | Hier fehlt eine Grafik, die leider im Moment aus technischen Gründen nicht angezeigt werden kann. Wir arbeiten daran! |
| 1990                        | 7816 | Hier fehlt eine Grafik, die leider im Moment aus technischen Gründen nicht angezeigt werden kann. Wir arbeiten daran! |
| 1995                        | 7900 | Hier fehlt eine Grafik, die leider im Moment aus technischen Gründen nicht angezeigt werden kann. Wir arbeiten daran! |
| 2000                        | 8209 | Hier fehlt eine Grafik, die leider im Moment aus technischen Gründen nicht angezeigt werden kann. Wir arbeiten daran! |
| 2005                        | 8109 | Hier fehlt eine Grafik, die leider im Moment aus technischen Gründen nicht angezeigt werden kann. Wir arbeiten daran! |
| 2010                        | 7691 | Hier fehlt eine Grafik, die leider im Moment aus technischen Gründen nicht angezeigt werden kann. Wir arbeiten daran! |
| 2011                        | 7606 | Hier fehlt eine Grafik, die leider im Moment aus technischen Gründen nicht angezeigt werden kann. Wir arbeiten daran! |
| 2016                        | 7356 | Hier fehlt eine Grafik, die leider im Moment aus technischen Gründen nicht angezeigt werden kann. Wir arbeiten daran! |
| 2017                        | 7289 | Hier fehlt eine Grafik, die leider im Moment aus technischen Gründen nicht angezeigt werden kann. Wir arbeiten daran! |
| Quelle: Jahre 1987 bis 2017 |      | |

## Politik

### Samtgemeinderat
Der Samtgemeinderat Hattorf am Harz besteht aus 20 Ratsfrauen und Ratsherren. Dies ist die festgelegte Anzahl für eine Samtgemeinde mit einer Einwohnerzahl zwischen 7.001 und 8.000 Einwohnern. Die 20 Ratsmitglieder werden durch eine Kommunalwahl für jeweils fünf Jahre gewählt.
Stimmberechtigt im Samtgemeinderat ist außerdem der hauptamtliche Samtgemeindebürgermeister.
Die vergangene Kommunalwahl vom 12. September 2021 führte zu folgendem Ergebnis:
| Sitzverteilung im SamtgemeinderatInsgesamt 20 Sitze - SPD: 9 - GfE: 1 - WZW: 2 - CDU: 8 |

### Samtgemeindebürgermeister
Bei der Kommunalwahl 2021 wurde Henning Kunstin (CDU) zum Samtgemeindebürgermeister gewählt. Da Kunstin am 9. Oktober 2022 verstarb, wurde am 19. März 2023 eine neue Wahl abgehalten, die Daniel Kaiser (SPD) mit 52,4 % der Wählerstimmen gewann.
Stellvertretende Samtgemeindebürgermeister sind Reiner Gropengießer (CDU) und Marc Hensel (CDU).

### Gemeinderäte
Die vier Gemeinden der Samtgemeinde Hattorf werden durch je einen Rat mit insgesamt 42 Ratsmitgliedern vertreten. Seit der Kommunalwahl 2021 setzen diese sich wie folgt zusammen:
| Gemeinde    | SPD | CDU | WG  | ∑  |
| ----------- | --- | --- | --- | -- |
| Elbingerode | –   | 4   | 3*  | 7  |
| Hattorf     | 10  | 5   | –   | 15 |
| Hörden      | 4   | 5   | –   | 9  |
| Wulften     | 4   | 3   | 4** | 11 |
| ∑           | 18  | 17  | 7   | 42 |

*Gemeinsam für Elbingerode, **Wählergruppe Zukunft Wulften

### Wappen, Flagge und Banner
| Banner, Wappen und Hissflagge |  |
|                               |  |
|                               |  |

Blasonierung: „Das Wappen zeigt in grün ein vierspeichiges silbernes (weißes) Rad, das den goldenen (gelben) Schildfuß berührt.“
Das Wappen wurde der Samtgemeinde am 16. Dezember 1985 vom Landkreis Osterode am Harz verliehen.
Bedeutung: Die vier Speichen des Rades sollen die vier Mitgliedsgemeinden symbolisieren. Es steht ferner für die wichtigen Handelsstraßen, die noch im Mittelalter durch alle vier Orte der Samtgemeinde führten. Der goldene Boden ist ein altes Sinnbild ländlicher Lebensweise. Die grüne Schildfarbe verweist auf die Landwirtschaft.
Beschreibung der Flagge: „Die Flagge ist grün-gelb quergestreift mit aufgelegtem zur Stange hin verschobenen Wappen, bis zur Teilungslinie auf dem grünen Streifen, der untere Teil auf dem gelben Streifen.“
Beschreibung des Banners: „Das Banner ist grün-gelb längsgestreift mit aufgelegtem Wappen oberhalb der Mitte.“

### Partnerschaften
Es bestand seit 1973 eine Partnerschaft zur niederländischen Gemeinde Asten, diese wurde 2012 seitens Asten gekündigt.